# Shure
Shure Incorporated is een fabrikant van (draadloze) microfoons, platenspelerelementen en in-earsystemen. Door de jaren heen is het merk Shure erg populair geworden in de audiowereld.

## Geschiedenis
Shure is in 1924 opgericht door Sidney Shure, toen onder de naam van The Shure Radio Company.
In 1928 verandert men deze naam in Shure Brothers Company, dit omdat de broer van de oprichter mee gaat werken in het bedrijf. Het bedrijf verhuist in 1956 naar Evanston, Illinois, om vervolgens in 2002 te verhuizen naar Niles, Illinois, waar men nu nog steeds het hoofdkantoor heeft.
Tot 1933 richtte dit bedrijf zich vooral op het maken van radio-apparatuur. Hierna is men zich ook gaan richten op microfoons en discussiesystemen.
In 1965 begint men met de productie van de SM57, om een jaar later ook de SM58 Op de markt te brengen.
In 1999 verandert men de naam naar Shure Incorporated.

## Microfoons
Shure maakt een aantal verschillende microfoonseries. Van budget tot high-end zijn dit de PG, SM, BETA en KSM.
In 1965 werd begonnen met de productie van de SM57 een instrumentmicrofoon, om vervolgens een jaar later te komen met de zangmicrofoon SM58. Beide microfoons zijn waarschijnlijk de meest gebruikte livemicrofoons ter wereld.
De BETA-serie werd in de jaren 80 van de vorige eeuw gelanceerd en is eigenlijk de verbeterde versie van de SM-microfoons.

## Producten
Producten met een * worden in elk geval niet meer gemaakt.

### Microfoons
De Polar patterns (rondomgevoeligheid) van een microfoon wordt aangegeven met een letter. De letter C achter het typenummer staat voor Cardoide (niervormig), de A staat voor hypercardiode (supernier). In geen geval heeft dit met updates of procuctiedatum te maken.
Bij de BETA 98 staat soms ook de afkorting H/C, D/C of AMP achter het microfoontype. De H/C staat voor Horn Clamp (letterlijk: hoornklem), dus voor bijvoorbeeld een saxofoon en de D/C voor Drum Clamp (letterlijk drumklem), voor bijvoorbeeld een Tom of een andere trommel. Tot slot staat de AMP voor Amplifier, omdat deze microfoon als enige in de 98-serie een voorversterker heeft.

#### PG-serie
- PG27
- PG42
- PG52
- PG56
- PG57
- PG58
- PG81
- P185

#### SM-serie
- SM2
- SM7B
- SM7dB
- SM11
- SM27
- SM48
- SM63
- SM57
- SM58
- SM86
- SM87A
- SM81
- SM89
- SM91 *
- SM93
- SM94
- SM137

#### BETA-serie
- BETA 27
- BETA 52[2]
- BETA 52A
- BETA 53
- BETA 54
- BETA 56[3]
- BETA 56A
- BETA 57A
- BETA 58A
- BETA 87A
- BETA 87C
- BETA 91A
- BETA 98A
- BETA 98AD/C
- BETA 98H/C
- BETA 98AMP
- BETA 181

#### KSM-serie
- KSM9
- KSM32
- KSM42
- KSM44A
- KSM137
- KSM141
- KSM313
- KSM353

#### Vintage Icons
- Super55
- 55SH
- 565
- 520DX
- 545

### Discussiemicrofoons
- MX180
- MX202
- MX202BP/WP
- MX391
- MX392
- MX393
- MX395
- MX396
- MX690
- MX405
- MX410
- MX412
- MX418

### Draadloze microfoons

#### VHF-techniek
- T Series
- LX Series

#### UHF-techniek
- PG Series

pgxd series
- BLX Series
- PGX Series
- SLX Series
- GLXD Series
- SLXD Series
- QLXD Series
- ULX Professional Series
- ULXD series
- U series
- UHF-R Series
- AXIENT series
- AXIENT D series

### In Ear-systemen
psm 200
psm 400
psm 600
psm 700
psm 900
psm 1000

#### E Series
- E1 *
- E2 *
- E2c *
- E2g *
- E3 *
- E3c *
- E3g *
- E4 *
- E4c *
- E4g *
- E5 *
- E5c *

#### I-serie
- i2c *
- i3c *
- i4c *

#### SCL-serie
- SCL2 *
- SCL3 *
- SCL4 *
- SCL5 *

#### SE-serie
- SE102 *
- SE110 *
- SE115 *
- SE210 *
- SE215
- SE310 *
- SE315
- SE420 *
- SE425
- SE530 *
- SE535
- SE846

### Hoofdtelefoons
- SRH240
- SRH440
- SRH550DJ
- SRH750DJ
- SRH840
- SHR940

### Platendraaierelementen
- M35
  - M35X House/Techno
- M44 series 1960 
  - M44-7 Turntablist
  - M44-7-H Turntablist
  - M44-G Club/Spin
- M78 series
- M91 series 1970 *
- M92 series
- M95 series 1975  *
- M97 series 1978
- V15 series 1964 *
  - V15 (1964–1966) *
  - V15 Type II (1966–1970) *
  - V15 Type II Verbeterde versie (1970–1973) *
  - V15 Type III (1973–1978) *
  - V15 Type IV (1978–1982) *
  - V15 Type V (1982–1983) *
  - V15 Type V-MR (1983–1993) *
  - V15 Type VxMR (1996–2005) *
- Whitelabel Spin/Mix *
- SC35c general use